# لول ثری کامیونیکیشنز
لول ثری کامیونیکیشنز (انگلیسی: Level 3 Communications) نام شرکتی آمریکایی است که در زیرساخت‌های اینترنتی فعالیت دارد.